# Motobatha
Motobatha es una localidad de México localizada en el municipio de Mixquiahuala de Juárez en el estado de Hidalgo.

## Toponimia
El nombre podría venir del otomí o hñähñu, y es el resultado de la unión de dos vocablos, “Moto”  y “Batha”. El primero se refiere a un “abrevadero” y el segundo a “llanura o campo”, por lo que se puede entender el siguiente significado como abrevadero en la llanura.

## Geografía
Se encuentra a 8 km de la cabecera municipal Mixquiahuala; colinda al norte con las localidades de Taxhuada y Palmillas; al este, con las localidades de Cañada y Teñhe; al sur con la localidad de Felipe Carrillo Puerto y el municipio de Tlahuelilpan; al oeste con el municipio de Tezontepec de Aldama. Se encuentra en la región geográfica del Valle del Mezquital; a la localidad le corresponden las coordenadas geográficas 20°10′54.465″ de latitud norte y 99°12′17.212″ de longitud oeste, con una altitud de 2006 m s. n. m.
En cuanto a fisiografía se encuentra en la provincia de la Eje Neovolcánico, dentro de la subprovincia de Sierras y Llanuras de Querétaro e Hidalgo; su terreno es de sierra. Cuenta con un tipo de suelo de  vertisol, que se caracteriza por un alto contenido de arcilla expansiva, conocida como montmorillonita, que forma profundas grietas en las estaciones secas. Por su composición y clima es de color negro, lo que lo hace muy propicio para la agricultura.
En lo que respecta a la hidrología se encuentra posicionado en la región del Pánuco, dentro de la cuenca el río Moctezuma, y en la subcuenca del río Tula. Cuenta con un clima semiseco templado, con una isoyeta de 500 mmc/año.

## Demografía
La primera referencia que se tiene de Motobatha aparece en una estadística de la República Mexicana de 1877. Hacia 1901 Trinidad Basurto la menciona con el nombre de “Rancho Motobatha” y dice que contaba con 31 habitantes.
En 2020 registró una población de 1252 personas, lo que corresponde al 2.65 % de la población municipal. De los cuales 582 son hombres y 670 son mujeres.
| Gráfica de evolución demográfica de Motobatha entre 1910 y 2020 |
|                                                                 |
| Población registrada por los censos y conteos del INEGI.        |

## Política
La localidad de Motobatha cuenta con un delegado y un subdelegado, los cuales representan a la propia Motobatha, así como a Nueva Motobatha y a pequeños asentamientos dentro de la demarcación territorial. Dichos delegados son electos directamente por la comunidad por un periodo de 3 años, para la representación en el cabildo municipal.

## Cultura

### Educación
Cuenta con un centro de educación preescolar, el jardín de infancia Era Denhi Ratoja. Al concluir la educación preescolar ingresan a la escuela primaria rural Emiliano Zapata, la cual cuenta con una cocina comunitaria. Se encuentra la Telesecundaria 243. El 3,52% de la población es analfabeta (el 2,15% de los hombres y el 4,75% de las mujeres). El grado de escolaridad es del 8.11 (8.06 en hombres y 8.15 en mujeres).

### Fiestas
La principal fiesta de la comunidad es la dedicada a la Virgen de la Concepción, a la cual está dedicada la iglesia. Dicha fiesta, que se festeja el día 8 de diciembre, comienza con la entrada del fuego traído desde la Basílica de Santa María de Guadalupe y las tradicionales Mañanitas a la Virgen. La segunda festividad en importancia es la del Señor de las Tres Caídas, el día 19 de agosto.

## Infraestructura
La comunidad cuenta con energía eléctrica, agua potable, telefonía por cable, sistema de drenaje sanitario, clínica de salud de la Secretaría de Salud del Estado de Hidalgo, biblioteca pública, campo de fútbol, iglesia y jardín con cancha de balonmano, así como una explanada cívica. La calle principal y otras secundarias están asfaltadas, mientras que el resto son de terracería. Dentro de la demarcación también se encuentra el Hospital General Cinta Larga, adscrito al Seguro Popular, y un panteón municipal en los límites con las comunidades de Cañada y Felipe Carrillo Puerto.

## Economía
La agricultura es la principal actividad económica, enfocándose al cultivo de maíz, trigo, calabaza, frijol, coliflor, col, alfalfa, chile, tomate y pasto; seguida por la ganadería, centrada principalmente en la crianza del ganado bobino, ovino y porcino; así como por la industria metalmecánica, que tiene por objetivo la producción de resortes y el cromado de piezas metálicas. El 25,35% de la población mayor de 12 años está ocupada laboralmente (el 38,09% de los hombres y el 13,88% de las mujeres).